# 7237 Vickyhamilton
A 7237 Vickyhamilton (ideiglenes jelöléssel 1988 VH) a Naprendszer kisbolygóövében található aszteroida. Szuzuki Kenzó és Furuta Tosimasza fedezte fel 1988. november 3-án.